# Dębowe Domy
Dębowe Domy – przysiółek wsi Jadowniki Mokre w Polsce, położony w województwie małopolskim, w powiecie tarnowskim, w gminie Wietrzychowice.
W latach 1975–1998 przysiółek administracyjnie należał do województwa tarnowskiego.